# Tinamú tao
El tinamú tao (Tinamus tao) és una espècie d'ocell de la família dels tinàmids (Tinamidae) conegut a diverses llengües com tinamú tao o tinamú gris (Anglès: Grey Tinamou. Espanyol: tinamú gris o tinamú tao. Francès: tinamou tau). Aquest tinamú habita la selva humida, des de Colòmbia, Veneçuela i nord-oest de Guyana, cap al sud, a través de l'est de l'Equador, i del Perú i zona amazònica del Brasil, fins al nord de Bolívia.